# 声調修飾文字
声調修飾文字（せいちょうしゅうしょくもじ、英語: Modifier Tone Letters）は、Unicodeの128個目のブロック。

## 解説
IPA(国際音声記号)などの発音記号と共に用いられ、声調を表すための追加の声調記号が収録されている。

Unicodeのバージョン4.1において初めて追加された。

## 収録文字
| コード                   | 文字 | 文字名（英語）                                       | 用例・説明 |
| ------------------------ | ---- | ---------------------------------------------------- | --- |
| 中国語用の隅付き声調記号 |      |                                                      | |
| U+A700                   | ꜀    | MODIFIER LETTER CHINESE TONE YIN PING                | 中古漢語において陰平調(頭子音が無声音・平声調)であることを表す。 |
| U+A701                   | ꜁    | MODIFIER LETTER CHINESE TONE YANG PING               | 中古漢語において陽平調(頭子音が有声音・平声調)であることを表す。 |
| U+A702                   | ꜂    | MODIFIER LETTER CHINESE TONE YIN SHANG               | 中古漢語において陰上調(頭子音が無声音・上声調)であることを表す。 |
| U+A703                   | ꜃    | MODIFIER LETTER CHINESE TONE YANG SHANG              | 中古漢語において陽上調(頭子音が有声音・上声調)であることを表す。 |
| U+A704                   | ꜄    | MODIFIER LETTER CHINESE TONE YIN QU                  | 中古漢語において陰去調(頭子音が無声音・去声調)であることを表す。 |
| U+A705                   | ꜅    | MODIFIER LETTER CHINESE TONE YANG QU                 | 中古漢語において陽去調(頭子音が有声音・去声調)であることを表す。 |
| U+A706                   | ꜆    | MODIFIER LETTER CHINESE TONE YIN RU                  | 中古漢語において陰入調(頭子音が無声音・入声調)であることを表す。 |
| U+A707                   | ꜇    | MODIFIER LETTER CHINESE TONE YANG RU                 | 中古漢語において陽入調(頭子音が有声音・入声調)であることを表す。 |
| 点付き声調文字           |      |                                                      | |
| U+A708                   | ꜈    | MODIFIER LETTER EXTRA-HIGH DOTTED TONE BAR           | 中国語の音韻学において、軽声（弱く発音される、あまり明確でない瞬間的な音調）を表す際に用いられる。 |
| U+A709                   | ꜉    | MODIFIER LETTER HIGH DOTTED TONE BAR                 | 中国語の音韻学において、軽声（弱く発音される、あまり明確でない瞬間的な音調）を表す際に用いられる。 |
| U+A70A                   | ꜊    | MODIFIER LETTER MID DOTTED TONE BAR                  | 中国語の音韻学において、軽声（弱く発音される、あまり明確でない瞬間的な音調）を表す際に用いられる。 |
| U+A70B                   | ꜋    | MODIFIER LETTER LOW DOTTED TONE BAR                  | 中国語の音韻学において、軽声（弱く発音される、あまり明確でない瞬間的な音調）を表す際に用いられる。 |
| U+A70C                   | ꜌    | MODIFIER LETTER EXTRA-LOW DOTTED TONE BAR            | 中国語の音韻学において、軽声（弱く発音される、あまり明確でない瞬間的な音調）を表す際に用いられる。 |
| U+A70D                   | ꜍    | MODIFIER LETTER EXTRA-HIGH DOTTED LEFT-STEM TONE BAR | 中国語の音韻学において連音によって本来の声調から変化した後の軽声の声調記号を表す際に用いられる。 |
| U+A70E                   | ꜎    | MODIFIER LETTER HIGH DOTTED LEFT-STEM TONE BAR       | 中国語の音韻学において連音によって本来の声調から変化した後の軽声の声調記号を表す際に用いられる。 |
| U+A70F                   | ꜏    | MODIFIER LETTER MID DOTTED LEFT-STEM TONE BAR        | 中国語の音韻学において連音によって本来の声調から変化した後の軽声の声調記号を表す際に用いられる。 |
| U+A710                   | ꜐    | MODIFIER LETTER LOW DOTTED LEFT-STEM TONE BAR        | 中国語の音韻学において連音によって本来の声調から変化した後の軽声の声調記号を表す際に用いられる。 |
| U+A711                   | ꜑    | MODIFIER LETTER EXTRA-LOW DOTTED LEFT-STEM TONE BAR  | 中国語の音韻学において連音によって本来の声調から変化した後の軽声の声調記号を表す際に用いられる。 |
| 左側に軸のある声調文字   |      |                                                      | |
| U+A712                   | ꜒    | MODIFIER LETTER EXTRA-HIGH LEFT-STEM TONE BAR        | 中国語の音韻学において連音によって本来の声調から変化した後の声調を表す際に用いられる（例：六月天 ɦlo˨˧꜖ yɪʔ˨˧꜕ tʼi˧˨꜖꜕） IPAで用いられる声調記号(趙元任の声調記号)と同様に、上昇、下降、及び曲線声調を表現する場合は異なる声調の記号同士を複数繋げて書くことで、合成されて１つの記号としてレンダーされるようになる。 |
| U+A713                   | ꜓    | MODIFIER LETTER HIGH LEFT-STEM TONE BAR              | 中国語の音韻学において連音によって本来の声調から変化した後の声調を表す際に用いられる（例：六月天 ɦlo˨˧꜖ yɪʔ˨˧꜕ tʼi˧˨꜖꜕） IPAで用いられる声調記号(趙元任の声調記号)と同様に、上昇、下降、及び曲線声調を表現する場合は異なる声調の記号同士を複数繋げて書くことで、合成されて１つの記号としてレンダーされるようになる。 |
| U+A714                   | ꜔    | MODIFIER LETTER MID LEFT-STEM TONE BAR               | 中国語の音韻学において連音によって本来の声調から変化した後の声調を表す際に用いられる（例：六月天 ɦlo˨˧꜖ yɪʔ˨˧꜕ tʼi˧˨꜖꜕） IPAで用いられる声調記号(趙元任の声調記号)と同様に、上昇、下降、及び曲線声調を表現する場合は異なる声調の記号同士を複数繋げて書くことで、合成されて１つの記号としてレンダーされるようになる。 |
| U+A715                   | ꜕    | MODIFIER LETTER LOW LEFT-STEM TONE BAR               | 中国語の音韻学において連音によって本来の声調から変化した後の声調を表す際に用いられる（例：六月天 ɦlo˨˧꜖ yɪʔ˨˧꜕ tʼi˧˨꜖꜕） IPAで用いられる声調記号(趙元任の声調記号)と同様に、上昇、下降、及び曲線声調を表現する場合は異なる声調の記号同士を複数繋げて書くことで、合成されて１つの記号としてレンダーされるようになる。 |
| U+A716                   | ꜖    | MODIFIER LETTER EXTRA-LOW LEFT-STEM TONE BAR         | 中国語の音韻学において連音によって本来の声調から変化した後の声調を表す際に用いられる（例：六月天 ɦlo˨˧꜖ yɪʔ˨˧꜕ tʼi˧˨꜖꜕） IPAで用いられる声調記号(趙元任の声調記号)と同様に、上昇、下降、及び曲線声調を表現する場合は異なる声調の記号同士を複数繋げて書くことで、合成されて１つの記号としてレンダーされるようになる。 |
| チナンテク語の声調記号   |      |                                                      | |
| U+A717                   | ꜗ    | MODIFIER LETTER DOT VERTICAL BAR                     | バリスティック音節かつ高調。 バリスティック音節とは、息の圧力が強くなり、母音の音量が大きくなっていく調音のことである。 |
| U+A718                   | ꜘ    | MODIFIER LETTER DOT SLASH                            | バリスティック音節かつ中調 |
| U+A719                   | ꜙ    | MODIFIER LETTER DOT HORIZONTAL BAR                   | バリスティック音節かつ低調 |
| U+A71A                   | ꜚ    | MODIFIER LETTER LOWER RIGHT CORNER ANGLE             | 高昇調 |
| アフリカ言語学の声調文字 |      |                                                      | |
| U+A71B                   | ꜛ    | MODIFIER LETTER RAISED UP ARROW                      | アップステップを表す。 IPAで用いられる。 |
| U+A71C                   | ꜜ    | MODIFIER LETTER RAISED DOWN ARROW                    | ダウンステップを表す。 IPAで用いられる。 |
| U+A71D                   | ꜝ    | MODIFIER LETTER RAISED EXCLAMATION MARK              | 以下の用法がある。 - アフリカ言語学においてアップステップを表す。 - IPA: 非常に短い歯茎吸着音(IPA: [ǃ]) |
| U+A71E                   | ꜞ    | MODIFIER LETTER RAISED INVERTED EXCLAMATION MARK     | 以下の用法がある。 - アフリカ言語学においてダウンステップを表す。 - 拡張IPA：非常に短い下顎体衝突音(拡張IPA: [¡]) |
| U+A71F                   | ꜟ    | MODIFIER LETTER LOW INVERTED EXCLAMATION MARK        | アフリカ言語学においてダウンステップを表す。 U+A71E ꜞ MODIFIER LETTER RAISED INVERTED EXCLAMATION MARKの異体字。 |

## 小分類
このブロックの小分類は「中国語用の隅付き声調記号」（Corner tone marks for Chinese）、「点付き声調文字」（Dotted tone letters）、「左側に軸のある声調文字」（Left-stem tone letters）、「チナンテク語の声調記号」（Chinantec tone marks）、「アフリカ言語学の声調文字」（Africanist tone letters）の5つとなっている。

### 中国語用の隅付き声調記号（Corner tone marks for Chinese）
この小分類には中古中国語の声調を表すための声調記号が収録されている。四声及び陰陽（頭子音の清濁）を区別するために用いられる。
漢字及びラテン文字と共に用いられて、その漢字の声調を表すために用いられ、開いている側が漢字の方を向く位置に置かれる（例：꜀丹/꜀tang, 達꜇/tak꜇）

### 点付き声調文字（Dotted tone letters）
この小分類には中国語の軽声を表すために用いられる、点の付いた声調記号が収録されている。

### 左側に軸のある声調文字（Left-stem tone letters）
この小分類には右ではなく左側に軸のある声調記号が収録されている。なお、IPAでは通常声調記号は右側に軸を持っている（例：˦）
これらの左側に軸のある声調記号は中国語の音韻学において連声により変化した声調を表すために用いられる。
右に軸のある声調記号と同様に、上昇、下降、及び曲線声調を表現する場合は異なる声調の記号同士を複数繋げて書くことで、合成されて１つの記号としてレンダーされるようになる。

### チナンテク語の声調記号（Chinantec tone marks）
この小分類にはメキシコの先住民族が話すオト・マンゲ語族のオスマシン・チナンテク語で用いられる声調記号が収録されている。

### アフリカ言語学の声調文字（Africanist tone letters）
この小分類には主にアフリカの言語を解析するアフリカ言語学において用いられる声調記号が収録されている。
ただし、U+A71B－A71CはIPAで一般的に用いられる記号である。

## 文字コード
| 声調修飾文字(Modifier Tone Letters)[1] Official Unicode Consortium code chart (PDF) |   |   |   |   |   |   |   |   |   |   |   |   |   |   |   |   |
|                                                                                     | 0 | 1 | 2 | 3 | 4 | 5 | 6 | 7 | 8 | 9 | A | B | C | D | E | F |
| U+A70x                                                                              | ꜀ | ꜁ | ꜂ | ꜃ | ꜄ | ꜅ | ꜆ | ꜇ | ꜈ | ꜉ | ꜊ | ꜋ | ꜌ | ꜍ | ꜎ | ꜏ |
| U+A71x                                                                              | ꜐ | ꜑ | ꜒ | ꜓ | ꜔ | ꜕ | ꜖ | ꜗ | ꜘ | ꜙ | ꜚ | ꜛ | ꜜ | ꜝ | ꜞ | ꜟ |
| 注釈 1.^バージョン16.0時点                                                          |   |   |   |   |   |   |   |   |   |   |   |   |   |   |   |   |

## 履歴
以下の表に挙げられているUnicode関連のドキュメントには、このブロックの特定の文字を定義する目的とプロセスが記録されている。
| バージョン | コードポイント | 文字数 | L2 ID     | ドキュメント |
| ---------- | -------------- | ------ | --------- | --- |
| 4.1        | U+A700..A716   | 23     | L2/03-317 | China NB (29 September 2003), Proposal on IPA Extensions & Combining Diacritical Marks (Chinese diacritical marks & tones) (英語)                                        |
| 4.1        | U+A700..A716   | 23     | L2/03-339 | Peter Constable (14 October 2003), Comments on N2626, Proposal on IPA Extensions and Combining Diacritic Marks (英語)                                                    |
| 4.1        | U+A700..A716   | 23     | L2/04-107 | China N B (29 March 2004), Revised Proposal for encoding A Supplemented Set of IPA Combining Marks, Modifier Letters & Five-Degree Contour Tone Marks [WG2-N2713] (英語) |
| 5.0        | U+A717..A71A   | 4      | L2/04-246 | Lorna Priest (15 June 2004), Proposal for additional Latin phonetic and orthographic characters (英語)                                                                   |
| 5.0        | U+A717..A71A   | 4      | L2/04-349 | Lorna Priest (27 August 2004), Proposal to Encode Chinantec Tone Marks and Orthographic 'at' Characters (replaces part of L2/04-246R) (rev 12/2004) (英語)               |
| 5.1        | U+A71B..A71F   | 5      | L2/05-097 | Peter Constable; Lorna Priest (25 April 2005), Proposal to Encode Additional Latin Phonetic and Orthographic Characters (revision 2, 2005/08/11) (英語)                  |
| 1.         |                |        |           | |